# Elvis Martínez (Sänger)

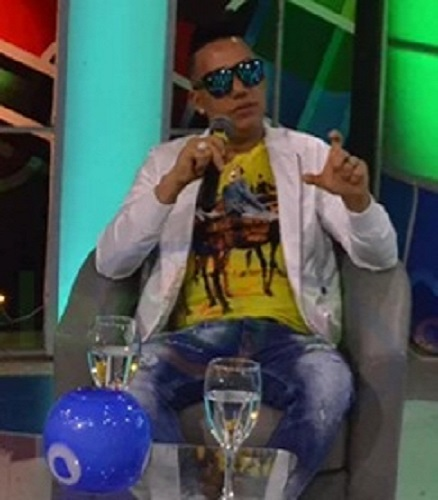
Elvis Martínez, 2020

Elvis Martínez (* in San Francisco de Macorís), bekannt als El Camarón, ist ein dominikanischer Bachatasänger, Songwriter und Gitarrist.
Martínez hatte ab Mitte der 1990er Jahre einen Vertrag beim Bachata-Label Premium Latin Music und veröffentlichte dort 1998 sein erstes Soloalbum Todo Se Paga, das von der New Yorker Association of Latin Entertainment Critics mit einem Preis als Entdeckung des Jahres ausgezeichnet wurde. Es folgten weitere Alben bei Premium Latin Music (Directo al Corazón, 1999, Tres Palabras, 2002, Así Te Amo, 2003, Descontrolado, 2004). Así Te Amo wurde 2004 mit einem Premio Casandra als bester Song des Jahres ausgezeichnet, Martínez selbst mit dem Premio Lo Nuestro Award als Best Traditional Tropical Artist.
2005 wechselte Martínez zu Union Records, wo sein bislang erfolgreichstes Album Yo Soy Más Grande Que El (mit den Hit-Singles Tu Traicion und Yo No Naci Para Amar) erschien. Wenig später wechselte er abermals zur Universal Music Group und veröffentlichte dort das Album La Luz de Mis Ojos (2007). Bei Premium Latin Music erschien 2012 Esperanza.